# Городьковский сельсовет
Городьковский сельсовет (белор. Гародзькаўскі сельсавет) — административная единица на территории Воложинского района Минской области Республики Беларусь. Административный центр — агрогородок Городьки, расположен в 16 км от районного центра — города Воложин и в 123 км от Минска.
Городьковский сельсовет расположен в западной части Воложинского района.

## История
18 декабря 2009 года в состав Городьковского сельсовета включены населённые пункты упразднённого Забрезского сельсовета — Алещенята, Бартоши, Демидовичи, Долевичи, Жомойдь, Забрезье, Калдыки, Кобыльчицы, Кутенята, Малая Дайновка, Писляковщина, Погорельщина, Ровковичи, Славенск, Строкова Речка, Студенец, Филипинята, Харитоны, Цвировщина.
24 мая 2011 года деревня Студенец переименована в Стюденец-Заречная (название на белорусском языке – Сцюдзянец-Зарэчная).

## Состав
Городьковский сельсовет включает 37 населённых пунктов:
- Алещенята  — деревня.
- Бартоши  — деревня.
- Большое Запрудье  — деревня.
- Высокое  — деревня.
- Ганьковичи  — деревня.
- Городечно  — деревня.
- Городьки  — агрогородок.
- Демидовичи  — деревня.
- Долевичи  — деревня.
- Жомойдь  — деревня.
- Заболотье  — деревня.
- Забрезье  — деревня.
- Застенок Скриплево  — деревня.
- Калдыки  — деревня.
- Кащеличи  — деревня.
- Кобыльчицы  — деревня.
- Кутенята — деревня.
- Листопады  — деревня.
- Лоск  — деревня.
- Лоховщина  — деревня.
- Малая Дайновка  — деревня.
- Малое Запрудье  — деревня.
- Осиновица  — деревня.
- Писляковщина  — деревня.
- Погорельщина  — деревня.
- Ровковичи  — деревня.
- Рудевщина  — деревня.
- Сакова Гора  — деревня.
- Славенск  — деревня.
- Слобода  — деревня.
- Старинки  — деревня.
- Строкова Речка  — деревня.
- Студенец  — деревня.
- Стюденец-Заречная  — деревня.
- Филипинята  — деревня.
- Харитоны  — деревня.
- Цвировщина  — деревня.

## Производственная сфера
- СПК «Лоск»
- Производственный участок ОАО «Молодечненский комбинат хлебопродуктов»
- Железнодорожная станция «Воложин»
- Свёклоприемный пункт Городейского сахарного комбината
- Нефтебаза «Лукойл — Воложин»

## Социально-культурная сфера
- Культура: Лоский сельский Дом культуры, Городьковский сельский клуб, школа искусств, Городечненский Дом мастеров, Лоская и Городьковская сельские библиотеки.
- Образование: ГУО «Городьковская средняя общеобразовательная школа», ГУО «Лоская базовая школа», Городьковский детский сад.
- Здравоохранение: Городьковская врачебная амбулатория, Лоский фельдшерско-акушерский пункт.